# Rougeotia ludovicoides
Rougeotia ludovicoides är en fjärilsart som beskrevs av François Louis Nompar de Caumont de Laporte 1977. Rougeotia ludovicoides ingår i släktet Rougeotia och familjen nattflyn. Inga underarter finns listade.